# Eddington-szám
Az asztrofizikában használt Eddington-szám, NEdd a protonok száma a megfigyelhető világegyetemben.
Ezt a számot Arthur Stanley Eddington (1882–1944) angol asztrofizikus javasolta 1938-ban és magyarázatot adott, miért fontos ez a mérőszám a kozmológia és a fizika területein.
Eddington azzal érvelt, hogy a finomszerkezeti állandó ({\displaystyle \alpha }) tisztán dedukcióval levezethető. Kapcsolatba hozta a finomszerkezeti állandót a világegyetemben található protonok számával. Ez a feltevés vezette el az {\displaystyle \alpha }=1/137 értékhez. Más fizikusok vitatják ezt a levezetést. 1936-ban, a legjobb kísérleti érték 1/136 volt a finomszerkezeti állandóra. Néhány számítás szerint NEdd 1080 körüli érték. Ezek a becslések feltételezik, hogy minden anyag hidrogénalapú a galaxisokban és a csillagokban
Mai napig keresik a matematikai alapokat a dimenzió nélküli finomszerkezeti állandónak a meghatározására.
1938-ban Eddington Cambridge-ben kijelentette, úgy hiszi, hogy 15 747 724 136 275 002 577 605 653 961 181 555 468 044 717 914 527 116 709 366 231 425 076 185 631 031 296 proton és hasonló számú elektron van a világegyetemben. Azóta ezt a számot hívják Eddington-számnak. Nem sokkal ezután egy javított mérés szerint az {\displaystyle \alpha } értékére 1/137-t hoztak ki, ekkor Eddington megváltoztatta „bizonyítékát”, és elfogadta az 1/137 értéket.

## Jelenlegi elmélet
2012-ben végzett kísérleti érték szerint:

{\displaystyle \alpha ^{-1}=137,035\,999\,174(35).} Ennek megfelelően senki sem állítja tovább, hogy {\displaystyle \alpha } egy egész szám reciproka, és senki sem veszi komolyan, hogy van matematikai összefüggés az {\displaystyle \alpha } és a NEdd között. NEdd-nek egy lehetséges szerepe lehet a Dirac-féle nagy számok elméleténél.